# Marcipa maculifera
Marcipa maculifera är en fjärilsart som beskrevs av Paul Mabille 1881. Marcipa maculifera ingår i släktet Marcipa och familjen nattflyn. Inga underarter finns listade i Catalogue of Life.